# Siwepalarhuhpak
Siwepalarhuhpak est un roi de l'Élam qui a régné dans la première moitié du XVIIIe siècle av. J.-C. Il est contemporain de Hammourabi de Babylone et de Zimri-Lim de Mari. Il est secondé par le sukkal de Suse, Kuduzulush.
Comme son prédécesseur Shiruktuh, il exerce une souveraineté nominale sur les rois de Mésopotamie et de Syrie, qui l'appellent « mon père », et lui donnent parfois le titre de « Grand roi ». À ce titre, il arbitre des litiges entre ces royaumes, comme celui opposant Hammourabi et Zimri-Lim autour de la ville de Hit.
Vers 1765, il décide d'attaquer le royaume d'Eshnunna. Il sollicite l'aide des rois de Babylone et de Mari, qui en tant que ses vassaux doivent l'assister dans les conflits qu'il entreprend. Ceux-ci, trop heureux de se débarrasser d'un dangereux rival, acceptent, et ensemble ils marchent sur Eshnunna, qui tombe rapidement. L'armée élamite s'installe dans la cité, d'où elle entreprend de conquérir la région du Haut-Tigre, puis du Khabur. Ceci prend au dépourvu Hammourabi et Zimri-Lim, qui se retrouvent à faire face aux volontés expansionnistes des Élamites, qui s'étendent en direction de leur territoire. L'armée élamite se divise en deux groupes : un attaque le royaume de Babylone, tandis qu'un autre, dirigé par le général élamite Kunnam et un amorrite, Atamrum, s'emparent de la région du Haut Tigre puis du Khabur, en prenant les villes d'Ekallatum puis de Shekhna. Les rois de Mari et de Babylone concluent dans la hâte une alliance défensive pour résister aux assauts de l'Élam, et réussissent à liguer de leur côté de nombreux rois amorrites, dont Sumu-epukh, le puissant roi d'Alep. La coalition qu'ils montent réussit finalement à arrêter l'offensive élamite sur les deux fronts, Hammourabi stoppant l'armée ennemie alors qu'elle s'apprêtait à marcher sur Babylone, tandis que, dans la région du Khabur, Atamrum trahissait les Élamites en se ralliant à Zimri-Lim. L'armée élamite se replie donc sur Eshnunna, qu'elle pille avant de repartir en Élam. Siwepalarhuhpak, qui a peu pris part aux offensives, déléguant la direction des armées à Kuduzulush et à ses généraux, meurt quelque temps après, et le sukkal de Suse lui succède, en conformité avec la règle successorale de l'Élam d'alors.